# NIGHTMARE MAKER
『NIGHTMARE MAKER』（ナイトメアメーカー）は、Cuvieによる日本の漫画作品。『月刊ヤングチャンピオン烈』（秋田書店刊）にて、2012年No.8まで連載された。単行本は全6巻。

## 概要
物語序盤（単行本第1巻）は、願望通りの夢を見られる機器「夢見装置」の虜となった登場人物たちの煩悩が剥き出しの夢を描写し、笑いを誘うエロティック・コメディとして描かれている。だが、それ以降は夢見装置が齎した弊害（せん妄、セックス依存症、過眠症、不登校など）の排除に翻弄される主人公とヒロインと、夢見装置を悪用しようとするサブヒロインとの対決を描いたエロティック・サスペンスとなっている。
成人向け漫画ほどの修正を要する結合部描写こそ無かったもののセックス描写自体はそれ並みに過激だったことから、2012年には長崎県や宮城県などで単行本が有害図書として指定されている。

## あらすじ
天才発明家の高校生の内田は、願望通りの夢を見られる夢見装置を開発する。内田は夢見装置を頭部に装着し、クラスの女子生徒との性的な夢に期待するが、なぜか悪夢ばかり見てしまう。悩んだ内田は自分以外の人間で実験していないことに気付き、保健室で眠っている他の生徒を実験台にすることで、効果を確かめようと目論む。
保健室へ行き、ベッドのカーテンを開けると、そこには保健室の担当医の茅野先生が眠っていた。あきれながらも内田は茅野先生を実験台と決め、彼女に装置を装着した。その数秒後、茅野先生の寝顔は赤くなり息も荒くなっていく。内田を含む数人の男子生徒に凌辱される夢を見ていた茅野先生は、夢の中の内田が絶頂を迎えたと同時に彼女自身も絶頂を迎え、夢から覚める。乱れた様子の茅野先生に、内田は彼女も悪夢を見ていたと考え、謝罪した。しかし、内田が去った後、茅野先生は彼の装置で見た夢こそが自分の求めていた夢だと気付くのだった。その後、男に集団で犯される夢ばかり見るようになった茅野先生は夢見装置の依存者第1号となってしまう。
次に内田は友人の隆也を被験者にした実験を始める。フラれた恋人との乱交に明け暮れる夢を見続け、遂に不登校となってしまう隆也。依存者第2号の誕生である。そして、今度は内田をライバル視する渡会が茅野先生の夢見装置を盗み、内田とセックスする夢を見る。これを機に、依存者3号となった彼女は内田との性交に明け暮れる夢ばかり見るようになる。
だが、内田の夢見装置がある時をきっかけにクラス中に広まり、依存者を続出させる事態となる。依存者たちは煩悩むき出しの夢に没頭し、不登校となる。自分の発明した機械が学級を閉鎖させる危険性があることを知った内田は、親友の灯明と共に機械の回収に動きだすが、依存者たちは装置で観た夢に振り回されて現実でも異常な行動をとり始めるようになり、事態は恐ろしい方向へと加速していく。
まず、茅野先生が保健室で夢見装置を使っていたときに、茅野先生に好意を抱く男子生徒の沢田が訪れ、トラブルが起きる。茅野先生は寝ぼけたまま半裸の姿で応対してしまい、欲情した沢田に強姦されてしまう。その後、他の男子生徒も加えて輪姦される日々を送る茅野。女子生徒たちが強姦される事件も多発しはじめる。やがて内田に好意を寄せる冷徹な美少女、渡会真樹が、夢見装置を悪用しライバル視する灯明を男の餌食にさせようとする。灯明に片思いする館山和博は彼女をレイプしかけるが、未遂に終わった。館山は真樹を逆恨みするようになり、彼女を騙して中学の同級生の家へ行かせる。その家では一人の女子高生が複数の男に犯されていた。騙されたことに気づく真樹は必死に逃げようとするが、そのまま羽交い締めにされ胸を揉まれて押し倒される。悲鳴を上げて助けを求める真樹だったが、男たちに輪姦されてしまうのだった。解放された度会は失意のなか、内田と協力して夢見装置を回収することになる。
やがて人々も正気に戻り始め、茅野先生は男子校へと転任となる。こうして夢見装置のない日常が戻ってくるのだった。

## 登場人物
基本はフルネームで記すが、姓（または名前）のみ判明しているキャラクターはそちらの名称のみで記すこととする。

### 主要登場人物
内田 寛希（うちだ ひろき）
主人公。頭脳明晰であり成績は常に学年1位。願望通りの夢を見られるという夢見装置を開発するほどの天才発明家。親友である灯明（あかり）に何度も告白しているもあっさりと振られている。渡会には夢でおかずにされてしまっているほど猛烈に片想いされているが、本人は鈍感なために気付いていない。夢見装置を使って彼女との性的な夢を見ようとするもなぜか悪夢になってしまうという悩みを抱えている。茅野先生、友人の隆也を実験台にしたところなぜかいい夢を見ることが分かり、余計にショックを受けている。当初は灯明との性的な夢を見ることばかりのために装置の開発に勤しんでいたが、5話で灯明に試しに夢見装置を着けた際に彼女を号泣させてしまい、それ以降彼女の喜ぶ顔を見るために装置を開発すると決意、肉体的はもちろんだが、精神的にも彼女を愛する気持ちが芽生えた。2巻以降、自らが開発した夢見装置が学校中を混沌に陥れてしまうことになり、罪悪感に苛まれる。
深見 灯明（ふかみ あかり）
もう1人の主人公であり、ヒロイン。二人称を「君」とするなど、常に紳士風の話し方をする。貧乳で身長も若干小さいため、年齢よりも幼く見える。内田とは親友であり、話しぶりから付き合いも長いようである。内田の告白を何度もかわし、ことごとく彼を撃沈させている。現実主義者で、夢を嫌う。理由は夢と現実のギャップに落ち込むだけだかららしい。小説家である父親がスランプから酒に逃げたことで母親が別居中。だが5話で内田に夢見装置を着けられた際に、自分の家庭の親子関係がうまくいっており、内田と自分の部屋で初体験をする夢を見る（しかし寸前で目覚めたため、本番までには至らず）。その際に、内田への恋心、家庭の円満を望んでいることを思い知らされて号泣する。
2巻以降、内田に夢見装置を回収するよう説得し、内田を助けていく。内田との日々を過ごすうちに、彼女も胸に秘めていた内田への想いに気付いていくが目の前に渡会が立ちはだかる。
父親は夢見装置で観た夢で「自分の作品を一番に読んでもらいたい相手」を思い出し、スランプを脱するというプラス方向の効果を得る。
渡会 真樹（わたらい まき）
ヒロイン。内田と同じく頭脳明晰である眼鏡をかけた短髪の美少女。内田も思わず欲情するほどの超巨乳。内田の夢見装置をコピーして量産するなど、発明家としても内田には負けない腕前を誇る。ヒロインの灯明よりも濡れ場シーンが多い。身体が弱いせいか、保健室で休息をとり、授業を休むことが多い。しかし、成績は常に内田の次の2番手であり、そのことで彼をライバル視していた。しかし、彼に「かわいい」と言われたことから彼女の猛烈な片想いが始まる。その片想いは激しいもので、願望通りの夢が見られる装置を茅野先生が鞄にしまうところを目撃した瞬間にそれを持ち出して逃亡。装置装着後に内田とセックスをする場面を灯明を含むクラスメイト全員に見せつける夢を見たことで、内田への思いに気付く。その後は灯明に対するライバル心からか性格が豹変。ライバル視する対象を内田から灯明へと向けるようになる。6話では自作の夢見装置（内田の夢見装置のコピー）を使って、内田とのセックスまみれの夢をみている。内田とのセックスにおけるポジションでは完全に内田に身を任せており、それに快感を覚えている。2巻以降から、内田の夢見装置に「夢の内容をモニタリングする新機能」をつけて改良したマシーンを学校中に配布。マシンを利用して作った写真をばら撒いてライバル視する灯明を追い詰めていく。
しかし、5巻では館山の策略により不良の家に閉じこめられ、輪姦される。その後、妊娠を恐れた彼女が産婦人科の薬をもらう描写がある。幼いころから周りに合わせるのが苦手で、それを周囲の知的レベルが低いせいだと転嫁していた。夢見マシンによって優秀な者を選別し、マシンから抜け出せない者たちを排除した自分自身と内田が支配するという理想の社会を作ろうとしていたが、ほぼ全ての利用者が夢に耽溺している有様をみて失望する。
茅野（ちの）
内田たちの通う保健室の先生。容姿は清楚で真面目そうな巨乳美女ゆえ、内田や沢田ら男子生徒たちにとっては憧れの的であるが、まもなく勤務中にも陰部にバイブを常備していることが判明するなど、性的には超がつくほどのドMである。夢見装置で内田を含む男子生徒たちに凌辱される夢を見てその虜となり（これ以来、内田を見るたびに興奮するようになった）、大勢の男性たちに性のはけ口にされながらも「気持ちいい」と悶える夢を見るまでになってしまう。それを自覚して自制に苦しむ一方、夢見装置を着けながらバイブを着けて昼寝したために着衣が乱れ、沢田が保健室を訪れた際には寝ぼけてそのままの姿で応対してしまったため、欲情した彼にレイプされてしまう。日頃の夢が正夢になったうえ、沢田の股間を見せられて欲情するなど半ば合意すら覗かせたその快楽が忘れられず、それ以降は男子生徒たちの肉便器にされる日々を送ることになる。
淫乱ではあるが、元来生徒思いな良い教師でもあり、自身の乱行も男子が喜んでくれるからと納得していた。しかし、自分が女子生徒の「想い人を寝取っていること」や、淫乱さが一部の男子に引かれていると知った際には、複雑な思いに駆られている。沢田からも「欲求不満は夢で解消してください」と夢見装置を渡されるが、結局は男子校への異動を願い出た模様。

### C組の生徒
主人公である内田・灯明たちのクラスメイト。マシンの最初の被験者になるが、渡会の暗躍が始まると内田や、何かと被害に遭う灯明をフォローする強力な仲間となる。
隆也（たかや）
内田の友人。灯明に呼び捨てされていたところから、彼女とも友人であると思われる。友人の香奈に告白するものの振られてしまい、絶望のあまり落ち込んでいたところを内田から夢見装置を渡され、半信半疑で被験者2号となる。保健室で香奈とセックスする夢を見てから装置を持ち出して、数日間、家に引きこもり夢見装置を装着して香奈と様々なシチュエーションでセックスする夢に溺れる。夢見の度に夢精するほど絶倫で、再び現れた時にはすっかり痩せ細り、装置を購入させてほしいとせがむなど（結局、内田はそのまま無料で彼に譲った）、完全に装置のジャンキーとなってしまっていた。2巻以降、香奈に説得され夢見装置から卒業する。夢見装置の依存症から、最初に立ち直った強い人物。
香奈（かな）
隆也の友人。大学生の彼氏がいるために隆也の告白を断る。灯明と仲よく話していたところから、彼女とも友人であると思われる。隆也の夢の世界では度重なるセックスの果てに妊娠させられてしまっており、ある意味、隆也の性奴隷的な存在になってしまっている。隆也を振ったことに罪悪感を持っており、隆也の家へ赴くがそこで危うく襲われそうになる。しかし、彼女の説得によって隆也は夢見装置の依存症から抜け出した。内田と灯明のような関係に憧れている。
ユウタ
内田のクラスメイト。内田が夢見装置のお礼としてナミの巨乳を触ろうとしていた時に怒っていたところや、ナミに自分の精液を舐めさせている夢を見ているところ、そしてナミに対する言動から彼女と付き合っていることが窺える。
ナミ
内田のクラスメイト。ユウタの言動や態度から、彼とは付き合っていることが窺える。高校生ながら茅野先生に劣らないほどの超巨乳の天然美少女で、お菓子などの甘いものが大好物。内田の夢見装置では、ナミの特に大好きなクリーム系のものを食べる夢を見て満足していた。ユウタの夢の世界では、精液を舐めまくっていた。
高村（たかむら）
内田のクラスメイトの女子。クラスの中ではごく普通の女子だが夢見装置により女王様に扮して、同級生である神谷（後述）相手の調教プレイに興じていた。夢と現実とのギャップにストレスを感じていたが、神谷と向き合いギャップは解消出来ないことを実感し、神谷への関心を失って夢見装置を使わなくなった。その後彼女の夢見装置は神谷に渡っている。
神谷（かみや）
内田のクラスメイトの男子。高村に想いを寄せていたようだが、現実において自分の夢（恋人）と高村の夢（主従関係）との間での妥協点を見いだせなかったため、高村の関心を失わせることとなる。童貞。
館山和博（たてやま かずひろ）
内田のクラスメイトの男子。灯明に片思いしており、夢の中で体を重ねる。現実世界でも同様の行為に及ぼうとするものの、良心が咎めて未遂に終わった。だがその後に中学時代にいびられていた元同級生に遭遇したことから、彼らに灯明を輪姦する夢を見てもらおうと画策する。しかしその最中渡会に唆されて、現実で灯明を（寄りにもよって灯明の自宅で）犯しかけてしまい、灯明の父に殴られる。その後、灯明に拒絶される悪夢を見てからは渡会を逆恨みするようになり、渡会を元同級生たちの元へと差し向ける。

### その他の生徒
沢田（さわだ）
頭痛で保健室を訪れた男子生徒。着衣の乱れた茅野先生を見て発情し、レイプしてしまう。発情して茅野先生にキスをした際に好きだったと告白しているところから、彼女への片想いが窺える。6話で紹介も無く、いきなり登場したため、内田たちのクラスメイトかどうかは不明。なお、茅野先生の夢の世界の中では彼女を凌辱する男たちの1人に、沢田らしき人物がいる。憧れの茅野先生が淫乱であることを知ったショックで完全にタガが外れ、茅野先生を犯し続ける日々を送る。しかし、さらに暴走を続ける茅野に男が女性に対して求めるのはそこだけではないと諭して「欲求不満はこれで解消してください」と夢見装置を渡す。本人はそうなってしまった茅野に対しても好意を残しているが、吹っ切れてしまった茅野が「男子校への異動」を願い出たことには涙していた。
柳田（やなぎだ）
21話その1に登場。野球部キャプテン。選手としては優秀で生真面目な熱血漢だが弱小チームの中でくすぶっている。マネージャーの彩乃に想いを寄せ告白したがふられている。夢見装置には否定的な立場を見せていたが、現実ではどれほど努力しても実現しない夢に苦しみ使用した。夢の中では悲願の甲子園出場を果たし彩乃と結ばれたが、努力が報われない現実から目を背けることとなる。
彩乃（あやの）
21話その1に登場。野球部マネージャー。地区大会の日に柳田から告白されたがふっている。その後は柳田の体面を保つために、自分が柳田にふられたことにしていた。
浜崎（はまさき）
地味目の女生徒。河内に想いを寄せていたが、夢見の最中にトオルらにレイプされてしまう。
吉見（よしみ）
河内と交際を噂されている女生徒。
トオル
男子生徒。友人に唆されて、淫夢を見ていた浜崎を睡姦してしまう。
女子生徒（氏名不明）
21話その2に登場。ナミと同様に超巨乳をもつ女子生徒。だが痴漢に遭ったり人目が気になるなど巨乳に対してはコンプレックスがあり、「貧乳」になった夢を夢見装置で体験し身軽な身体を堪能する。徐々に夢の中で「巨乳は害悪」と認識するなどゆがみが生じ「男の人に揉まれれば胸が縮む」と思い込んで男子生徒と淫行に及ぶ事態となる。
植本、大久保、亀山（うえもと、おおくぼ、かめやま）
素行の悪い不良で他人を傷つけることになんら疑問を持たない連中。中学時代には館山を暇潰しにイジメていた。現在は更に非行に走っており、親も怖くて干渉していない。真樹が捏造した写真を真に受けて灯明に手を出そうとした。
館山から奪った夢見マシンで夢心地の後輩を睡眠姦し、館山に騙されて訪れた真樹をレイプするが、灯明同様に捏造した写真（変態呼ばわりされるようなマニアックなプレイ）をばらまかれて面子を潰される。

### 教員
河内（かわうち）
数学教師。自制心が強く常識人で、優しくルックスもよいことから、女子生徒たちに人気がある。「実はプレイボーイで在校生に手を出しているのではないか」という噂を立てられているが、実際に一度だけ手を出した相手は卒業生であるため、厳密には冤罪である。夢見装置の流行を心配して没収しようとするほか、騒動に内田が関わっていることを見抜いて尋問するが、彼の言葉を信用して解決まで黙認することとなる。
女子高生が好きだという趣味があることは認めているが、教師である以上「絶対に手を出してはならない」ことは自覚している。没収した夢見マシンを一度だけ使用したが、教師という立場にある人間が絶対に見てはいけない悪夢をみる。

## 夢見装置
作中では具体的な名称は無く「装置」「マシン」と呼ばれている。本体とコードで繋がったヘッドギアとバイタルをチェックするクリップ型脈拍計（耳たぶに挟む）がセットになっている。睡眠中に使用することで使用者の望む夢を観ることができるが、逆に普段は内側に押しとどめている願望を顕在化させたり、「自身に都合のよい夢」に依存したり、夢の内容と現実の区別が曖昧になる副作用がある。
同時に元来理性的な人間の場合、「こんなに都合のいいことが起きるわけがない」と理解しているが故に悪夢をみたり、前述のように普段は抑えている願望を垣間見て落ち込む者もいた。
真樹が作ったコピー品には無線で夢の内容をモニタリングする機能があり、内田はそれを逆用して依存者たちに「プライバシーが丸見え状態」と嘯くことでマシンの使用をやめさせることに成功している。

## 単行本
- Cuvie 『NIGHTMARE MAKER』 秋田書店《ヤングチャンピオン烈コミックス》、全6巻
  1. 第1巻（2009年3月19日発売[3]） ISBN 978-4-253-25551-6
ヤングチャンピオン烈に掲載された読み切り作品『せかいはすべてきみのもの』と『ばらんす』も収録されている。
  2. 第2巻（2010年3月19日発売[4]） ISBN 978-4-253-25552-3
  3. 第3巻（2011年1月20日発売[5]） ISBN 978-4-253-25553-0
  4. 第4巻（2011年9月20日発売[6]） ISBN 978-4-253-25554-7
  5. 第5巻（2012年3月19日発売[7]） ISBN 978-4-253-25555-4
  6. 第6巻（2012年10月19日発売[8]） ISBN 978-4-253-25556-1

2021年現在では電子書籍版も発売されているが、上記の通りセックス描写が成人向け漫画並みに過激であることから、各販売サイトではそれに留意したうえで購入するように注意書きが添えられている。